# Мальгин, Денис
Денис Мальгин (нем. Denis Malgin; род. 18 января 1997, Ольтен, Ольтен-Гёсген) — швейцарский хоккеист, нападающий команды «Цюрих Лайонс», игрок сборной Швейцарии.
Сын хоккеиста Альберта Мальгина, родился, когда отец выступал в Швейцарии.
Ранее играл за ГСК «Лайонс» и «Цюрих Лайонс». На драфте НХЛ 2015 года был выбран «Флоридой» в четвёртом раунде под общим 102-м номером.
В НХЛ выступал за «Флориду Пантерз», «Торонто Мейпл Лифс» и «Колорадо Эвеланш». Всего сыграл 257 матчей и набрал 81 очко (41+40).
В сезонах 2023/24 и 2024/25 стал чемпионом Швейцарии в составе «Цюрих Лайонс». В первом случае набрал 14 очков (6+8) в 15 матчах плей-офф, а во втором — 20 очков (7+13) в 16 матчах.
Участник Олимпийских игр 2022 года и чемпионатов мира 2017, 2022, 2023 и 2025 годов в составе сборной Швейцарии. На чемпионате мира 2022 года стал лучшим бомбардиром швейцарцев, набрав 12 очков (5+7) в 8 матчах. Набирал очки в 6 из 7 матчей на групповой стадии. Особо удался Мальгину матч 15 мая против команды Дании (6:0), в котором он набрал 4 очка (1+3).
15 мая 2025 года на чемпионате мира в Дании сделал 4 голевые передачи на Свена Андригетто в матче против Германии (5:1).